# Viteză orbitală
Viteza orbitală a unui  corp ceresc, cel mai adesea o planetă, un satelit natural, un asteroid, un satelit artificial, o cometă sau o stea binară, este  viteza la care ea orbitează în jurul baricentrului unui sistem format din două corpuri, fie cel mai adesea în jurul unui corp mai masiv. Expresia poate fi folosită pentru desemnarea vitezei orbitale medii a corpului de-a lungul orbitei sale sau viteza orbitală instantanee, într-un punct precis al acestei orbite.

Animaţie cu două obiecte care orbitează în jurul unui baricentru comun (crucea roşie), pe orbite circulare.

## Viteză orbitală instantanee
Viteza orbitală instantanee este determinată de a doua lege a lui Kepler: într-o durată determinată, segmentul de dreaptă care leagă baricentrul cu corpul parcurge o suprafață constantă, oricare ar fi porțiunea orbitei pe care corpul o parcurge în această durată. În consecință, corpul se deplasează mai repede aproape de periastru decât de apoastrul său.

### Cazul general
Viteza orbitală este legată de ecuația forței vii.
Viteza orbitală este obținută de:
{\displaystyle v_{o}={\sqrt {2\left({\mu  \over {r}}+{\varepsilon }\right)}}}
unde:
{\displaystyle \mu } este parametrul gravitațional standard;
{\displaystyle r} este distanța între corpul pe orbită și centrul orbitei;
{\displaystyle \varepsilon } este energia orbitală specifică.

### Cazul orbitei eliptice
Atunci când energia orbitală specifică este negativă, orbita corpului secundar este eliptică și viteza sa orbitală este obținută prin:
{\displaystyle v_{o}={\sqrt {\mu \left({2 \over {r}}-{1 \over {a}}\right)}}}
unde:
{\displaystyle \mu } este parametrul gravitațional standard;
{\displaystyle r} este distanța dintre corpul secundar și corpul principal;
{\displaystyle a} este semiaxa majoră a orbitei corpului secundar.
Când corpul secundar este la periastru, valoarea lui {\displaystyle r}, notată {\displaystyle r_{\mathrm {per} }}, este obținută prin {\displaystyle r_{\mathrm {per} }=a(1-e)}, unde {\displaystyle a} și {\displaystyle e} sunt semiaxa majoră, și respectiv excentricitatea orbitei corpului secundar. Viteza orbitală a corpului secundar la periastru, notată cu {\displaystyle v_{\mathrm {per} }}, este obținută prin:
{\displaystyle v_{\mathrm {per} }={\sqrt {\frac {\mu (1+e)}{a(1-e)}}}}
Atunci când corpul secundar se află la apoastru, valoarea lui {\displaystyle r}, notată cu {\displaystyle r_{\mathrm {ap} }}, este obținută prin {\displaystyle r_{\mathrm {ap} }=a(1+e)}, unde {\displaystyle a} și {\displaystyle e} sunt semiaxa majoră și excentricitatea orbitei corpului secundar. Viteza orbitală a corpului secundar la apoastru, notată {\displaystyle v_{\mathrm {ap} }}, este obținută prin:
{\displaystyle v_{\mathrm {ap} }={\sqrt {\frac {\mu (1-e)}{a(1+e)}}}}

### Cazul orbitei circulare
O orbită circulară este, prin definiție, o orbită a cărei excentricitate este nulă.
Viteza orbitală a corpului secundar pe orbită circulară este obținută de:
{\displaystyle v_{o}={\sqrt {\mu  \over {r}}}}
unde:
{\displaystyle \mu } este parametrul gravitațional standard;
{\displaystyle r} este distanța dintre corpul secundar și corpul principal.

### Cazul traiectoriei parabolice
Când energia orbitală specifică este nulă, traiectoria corpului secundar este parabolică, iar viteza sa orbitală este obținută prin:
{\displaystyle v_{o}={\sqrt {\mu \left({2 \over {r}}\right)}}}
unde:
{\displaystyle \mu } este parametrul gravitațional standard;
{\displaystyle r} este distanța dintre corpul secundar și corpul principal.

### Cazul traiectoriei hiperbolice
Când energia orbitală specifică este pozitivă, traiectoria corpului secundar este hiperbolică, iar viteza sa orbitală este obținută prin:
{\displaystyle v_{o}={\sqrt {\mu \left({2 \over {r}}+{1 \over {a}}\right)}}}
unde:
{\displaystyle \mu } este parametrul gravitațional standard;
{\displaystyle r} este distanța dintre corpul secundar și corpul principal;
{\displaystyle a} este semiaxa majoră a orbitei corpului secundar.

## Viteză orbitală medie
Viteza orbitală medie este determinată fie cunoscându-i perioada orbitală și semiaxa majoră a orbitei sale, fie pornind de la masele celor două corpuri și de la semiaxa majoră:
{\displaystyle v_{o}={2\pi a \over T}}
{\displaystyle v_{o}={\sqrt {MG \over r}}}
unde: vo este viteza orbitală medie, a este lungimea semiaxei majore, T perioada orbitală, M masa corpului în jurul căruia orbitează corpul căruia i se dorește calcularea vitezei, iar G parametrul gravitațional standard.
Trebuie notat totodată că aceasta nu este decât o aproximație care este verificată atunci când masa corpului care orbitează este considerabil mai mică decât cea a corpului central.
În cazul în care masa corpului care orbitează nu este neglijabilă față de cea a celuilalt corp:
{\displaystyle v_{o}={\sqrt {m_{2}^{2}G \over (m_{1}+m_{2})r}}}
unde m1 este aici masa corpului considerat, m2 cea a celuilalt corp, r distanța dintre cele două corpuri. Aici este vorba despre cazul particular în care orbitele celor două corpuri sunt circulare și nu eliptice.